# Édio Loliano Terêncio Genciano
Édio Loliano Terêncio Genciano, em latim (Hedius Lollianus) Terentius Gentianus (fl. 3º século AD) foi um senador do Império Romano  que foi nomeado cônsul em 211 AD.

## O Nome
Este patrício foi um membro da gens Hédia Loliana, daí seu nomen gentile Édio Loliano. Terêncio é o seu pré-nome e Genciano seu cognome, herdado de seu pai Quintus Hedius Rufus Lollianus Gentianus (Quinto Édio Rufo Loliano Genciano). Genciano (ou Genciano) vem do ancestral Gêncio.

## Biografia
Terêncio Genciano era o filho de Quinto Hédio Rufo Loliano Genciano que tinha sido cônsul romano em c. 186/8. Em 200, Terêncio Genciano foi eleito como pretor tutelar. Então em 211, ele foi nomeado cônsul ordinário ao lado de Pompônio Basso. Nada mais se sabe sobre sua carreira.
Terêncio Genciano era casado com Pomponia Paetina, possivelmente relacionada a Pompônio Basso.

## Genealogia
Hedius Lollianus Terentius Gentianus, filho de Quintus Hedius Rufus Lollianus Gentianus, cônsul em 186 d.C, neto de Lucius Hedius Rufus Lollianus Avitus, cônsul em 144 d.C, e bisneto de Lucius Hedius Rufus Lollianus Avitus, cônsul em 114 d.C.